# Stefan Banach
Stefan Banach   (Cracòvia, 30 de març de 1892 - Lviv, 31 d'agost de 1945) fou un matemàtic polonès, professor a Lwów (Lviv, Ucraïna) des de 1922. Banach és conegut per ser un dels pioners de l'anàlisi matemàtica.

## Biografia

### Primers anys
Stefan Banach va néixer el 30 de març de 1892 a l'Hospital General Sant Llàtzer de Cracòvia, llavors part de l'Imperi Austrohongarès, en una família catòlica romana Góral, i va ser batejat posteriorment pel seu pare. Els pares de Banach eren Stefan Greczek i Katarzyna Banach, tots dos nadius de la regió de Podhale. Greczek era un soldat de l'exèrcit austrohongarès estacionat a Cracòvia. Poc se sap de la mare de Banach. Segons el seu certificat de baptisme, va néixer a Borówna i va treballar com a domèstica.
Inusualment, el cognom d'Stefan era el de la seva mare en comptes del seu pare, tot i que va rebre el nom de pila del seu pare, Stefan. Els reglaments militars no permetien casar-se als soldats del rang de Stefan Greczek; era un privat i com que la mare era massa pobre per mantenir el fill, la parella va decidir que l'havien de criar la família i els amics. Stefan va passar els primers anys de la seva vida amb la seva àvia, però quan es va posar malalta, Greczek va organitzar que el seu fill fos criat per Franciszka Płowa i la seva neboda Maria Puchalska a Cracòvia. El jove Stefan va arribar a considerar Franciszka com la seva mare adoptiva i Maria com la seva germana gran. En els seus primers anys, Banach va ser tutoritzat per Juliusz Mien, un intel·lectual francès i amic de la família Płowa, que havia emigrat a Polònia i es va mantenir amb fotografia i traduccions de la literatura polonesa al francès. Mien va ensenyar francès a Banach i probablement el va animar en les seves primeres activitats matemàtiques.
El 1902, Banach, de 10 anys, es va matricular al IV gimnàs de Cracòvia (també conegut com el gimnàs Goetz). Tot i que l'escola estava especialitzada en humanitats, Banach i el seu millor amic Witold Wiłkosz (també futur matemàtic) passaven la major part del temps treballant en problemes matemàtics durant els descansos i després de l'escola. Més tard a la vida, Banach va acreditar al doctor Kamil Kraft, el professor de matemàtiques i física de l'escola, que va despertar els seus interessos per les matemàtiques. Tot i que Banach era un estudiant diligent, de vegades va rebre notes baixes (va suspendre el grec durant el seu primer semestre a l'escola) i més tard va parlar críticament dels professors de matemàtiques de l'escola.
Després d'aconseguir la seva maduresa (títol de batxillerat) als 18 anys el 1910, Banach es va traslladar a Lwów (avui anomenada Lviv) amb la intenció d'estudiar a la Politècnica de Lviv. Inicialment va triar l'enginyeria com a camp d'estudi, ja que aleshores estava convençut que no hi havia res de nou per descobrir en matemàtiques. En algun moment també va anar a la Universitat Jagellònica de Cracòvia a temps parcial. Com que Banach havia de guanyar diners per sostenir els seus estudis, no va ser fins al 1914 que finalment, als 22 anys, va aprovar els exàmens de graduació de secundària.
Quan va esclatar la Primera Guerra Mundial, Banach va ser excusat del servei militar a causa de la seva esquerra i mala visió. Quan l'exèrcit rus va obrir la seva ofensiva cap a Lwów, Banach va marxar cap a Cracòvia, on va passar la resta de la guerra. Es va guanyar la vida com a tutor a les escoles locals, va treballar en una llibreria i com a capataz d'un equip de construcció de carreteres. Va anar a algunes conferències a la Universitat Jagel·loniana en aquell moment, incloses les dels famosos matemàtics polonesos Stanisław Zaremba i Kazimierz Żorawski, però se sap poc d'aquell període de la seva vida.

### Descobriment per Steinhaus

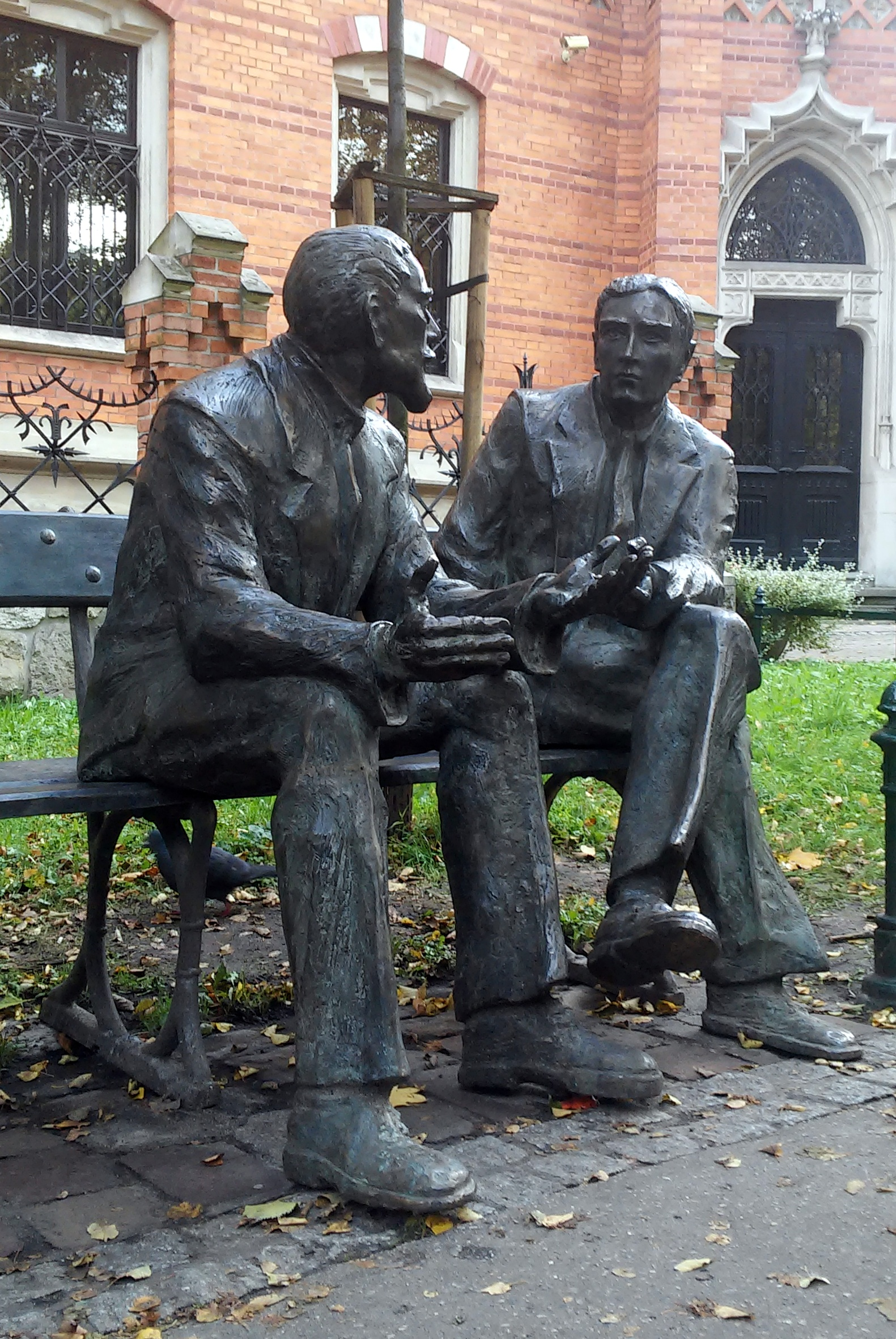
Banc commemoratiu d’Otto Nikodym i Stefan Banach a Cracòvia, Polònia (esculpida per Stefan Dousa)

El 1916, al parc Planty de Cracòvia, Banach es va trobar amb el professor Hugo Steinhaus, un dels matemàtics reconeguts de l'època. Segons Steinhaus, mentre passejava pels jardins es va sorprendre en escoltar el terme integral de Lebesgue (la integració de Lebesgue era aleshores encara una idea força nova en matemàtiques) i es va acostar a investigar. Com a resultat, va conèixer Banach, així com Otto Nikodym. Steinhaus es va fascinar amb el jove matemàtic autodidacte. La trobada va donar lloc a una col·laboració i amistat de llarga durada. De fet, poc després de la trobada, Steinhaus va convidar Banach a resoldre alguns problemes en què havia estat treballant però que s'havien vist difícils. Banach els va resoldre en una setmana i els dos aviat van publicar el seu primer treball conjunt (On the Mean Convergence of Fourier Series). Steinhaus, Banach i Nikodym, juntament amb diversos altres matemàtics de Cracòvia (Władysław Ślebodziński, Leon Chwistek, Alfred Rosenblatt  i Włodzimierz Stożek) també van establir una societat matemàtica, que finalment es va convertir en la Societat Matemàtica Polonesa. La societat es va fundar oficialment el 2 d'abril de 1919. També va ser a través de Steinhaus que Banach va conèixer la seva futura esposa, Łucja Braus.

### Entre guerres

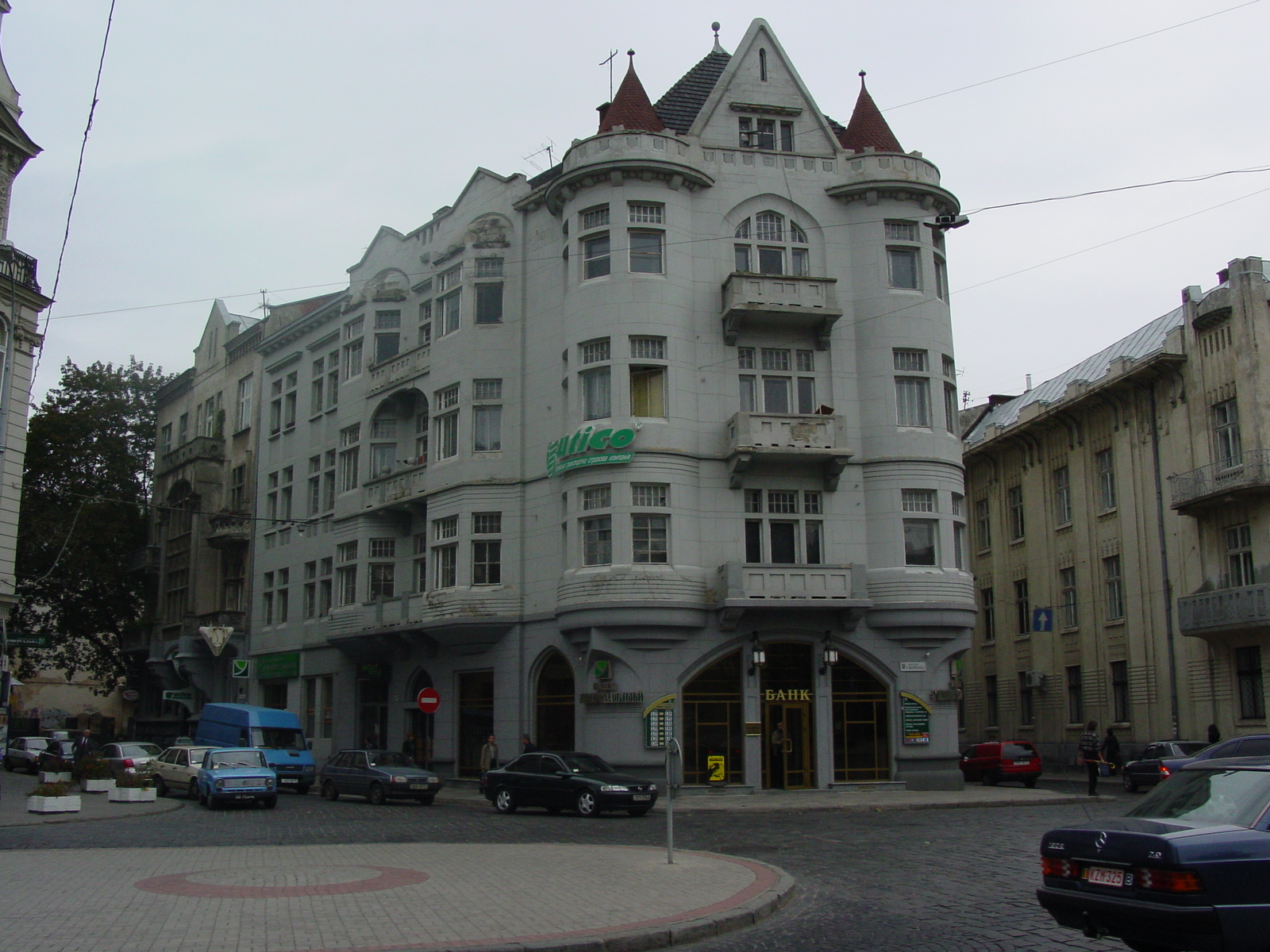
Scottish Café, lloc de trobada de molts matemàtics famosos de Lviv

Steinhaus va introduir Banach als cercles acadèmics i va accelerar substancialment la seva carrera. Després que Polònia recuperés la independència el 1918, Banach va rebre una assistència a la Politècnica de Lviv. El suport de Steinhaus també li va permetre obtenir un doctorat sense haver de graduar-se en una universitat. La tesi doctoral, acceptada pel rei Joan II Casimir de la Universitat de Lwów el 1920 i publicada el 1922, incloïa les idees bàsiques de l'anàlisi funcional, que aviat es convertiria en una branca completament nova de les matemàtiques. En la seva tesi, escrita el 1920, va definir axiomàticament el que avui s'anomena espai de Banach. La tesi va ser àmpliament discutida en els cercles acadèmics i li va permetre el 1922 fer-se professor a la Politècnica de Lviv. Inicialment ajudant del professor Antoni Łomnicki, l'any 1927, Banach va rebre la seva pròpia càtedra. El 1924 va ser acceptat com a membre de l'Acadèmia Polonesa d'Aprenentatge. Al mateix temps, des de 1922, Banach també va dirigir la segona Càtedra de Matemàtiques a la Universitat de Lviv.
Jove i talentós, Banach va reunir al seu voltant un gran grup de matemàtics. El grup, reunit al Cafè Escocès, va donar lloc aviat a la "Lwów School of Mathematics". El 1929 el grup va començar a publicar la seva pròpia revista, Studia Mathematica, dedicada principalment al camp d'estudi de Banach: l'anàlisi funcional. Per aquella època, Banach també va començar a treballar en la seva obra més coneguda, la primera monografia sobre la teoria general de l'espai lineal - mètric. Publicat per primera vegada en polonès el 1931, l'any següent també es va traduir al francès i va obtenir un reconeixement més ampli en els cercles acadèmics europeus. El llibre també va ser el primer d'una llarga sèrie de monografies de matemàtiques editades per Banach i el seu cercle. El 17 de juny de 1924, Banach es va convertir en membre per correspondència de l'Acadèmia Polonesa de Ciències i Belles Arts de Cracòvia.

### Segona Guerra Mundial

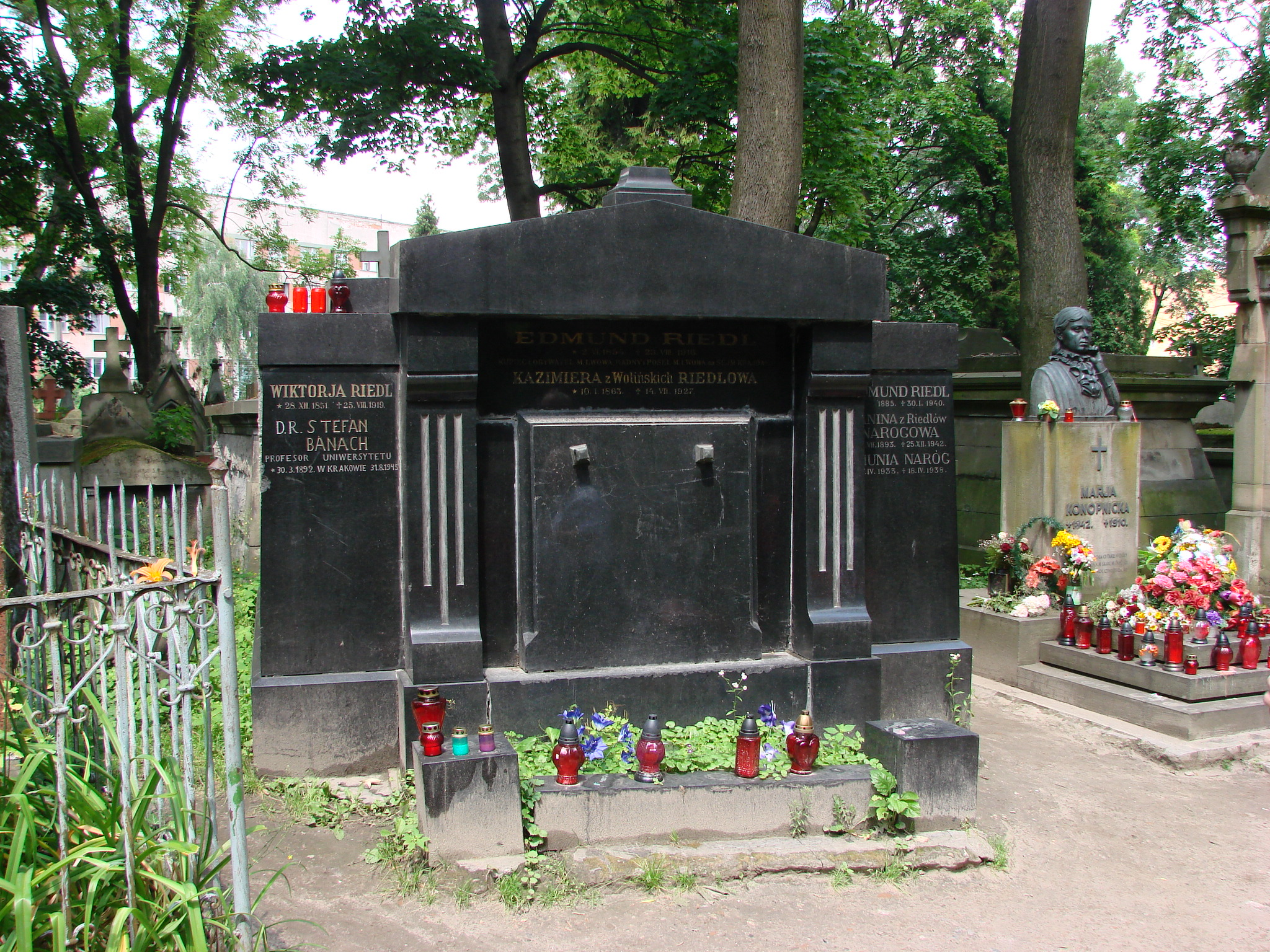
La tomba de Banach, cementiri de Lychakiv, Lviv (Lwów, en polonès)

Després de la invasió de Polònia per l'Alemanya nazi i la Unió Soviètica, Lwów va passar sota el control de la Unió Soviètica durant gairebé dos anys. Banach, des de 1939 membre corresponent de l'Acadèmia de Ciències d'Ucraïna, i en bones relacions amb els matemàtics soviètics, va haver de prometre aprendre ucraïnès per poder mantenir la seva càtedra i continuar les seves activitats acadèmiques. Després de la presa de possessió alemanya de Lwów el 1941 durant l'Operació Barba-roja, totes les universitats van ser tancades i Banach, juntament amb molts col·legues i el seu fill, va ser contractat com a alimentador de polls a l'Institut de Recerca del Tifus del professor Rudolf Weigl. L'ocupació a l'Institut Weigl va proporcionar a molts professors universitaris aturats i als seus associats protecció contra l'arrest aleatori i la deportació als camps de concentració nazis.
Després que l'Exèrcit Roig soviètic va recuperar Lviv a l’ofensiva Lvov–Sandomierz de 1944, Banach va tornar a la universitat i va ajudar a restablir-la després dels anys de la guerra. No obstant això, com que els soviètics estaven deportant polonesos dels territoris de l'est annexats antigament polonesos, Banach va començar a preparar-se per abandonar la ciutat i establir-se a Cracòvia, Polònia, on li havien promès una càtedra a la Universitat Jagellònica. També va ser considerat candidat a ministre d'Educació de Polònia. El gener de 1945, li van diagnosticar càncer de pulmó i se li va permetre quedar-se a Lviv. Va morir el 31 d'agost de 1945 a l'edat de 53 anys. Al seu funeral al cementiri de Lychakiv (Cmentarz Łyczakowski) hi van assistir centenars de persones, i dels científics polonesos que encara quedaven a la ciutat.

## Aportacions
Fou una de les persones més importants de l'escola de Lviv en matemàtiques a Polònia abans de la guerra. Com a matemàtic tenia un grau molt alt d'autoaprenentatge, i la seua genialitat fou descoberta per Juliusz Mien i més tard per Hugo Steinhaus.
La dissertació de Banach, completada el 1920 i publicada el 1922, va axiomatitzar formalment el concepte d’espai vectorial normat complet i va establir les bases per a l'àrea de l'anàlisi funcional. El 1922 va enunciar el teorema del punt fix En aquest treball, Banach va anomenar aquests espais espais de classe E, però en el seu llibre de 1932, Théorie des opérations linéaires. Aquesta obra fou precedida per l'obra en polonès amb el títol de Teorja operacyj  i va canviar la terminologia i es va referir a ells com espais de tipus B, cosa que probablement va contribuir a la posterior denominació homònima d'aquests espais després d'ell. La teoria del que es coneixien com a espais de Banach tenia antecedents en el treball del matemàtic hongarès Frigyes Riesz (publicat el 1916) i contribucions contemporànies de Hans Hahn i Norbert Wiener. De fet, durant un breu període, els espais lineals normats complets es van denominar espais "Banach-Wiener" a la literatura matemàtica, basant-se en la terminologia introduïda pel mateix Wiener. Tanmateix, com que el treball de Wiener sobre el tema era limitat, el nom establert es va convertir només en espais de Banach.
De la mateixa manera, el teorema del punt fix de Banach, basat en mètodes anteriors desenvolupats per Charles Émile Picard, es va incloure a la seva tesi, i més tard va ser ampliat pels seus estudiants (per exemple en el teorema de Banach-Schauder) i altres matemàtics (en particular Brouwer i Poincaré i Birkhoff). El teorema no requeria linealitat de l'espai, i s'aplicava a qualsevol espai complet de Cauchy (en particular a qualsevol espai mètric complet).

Descomposició d'una bola en dues boles idèntiques: la paradoxa de Banach-Tarski

El teorema de Hahn-Banach és un dels teoremes fonamentals de l'anàlisi funcional. Altres teoremes relacionats amb Banach són:
- Paradoxa de Banach-Tarski
- Teorema de Banach-Steinhaus
- Teorema de Banach-Alaoglu
- Teorema de Banach-Stone